# Могол-Коргон
Могол-Коргон (кирг. Могол-Коргон) — село в Базар-Коргонском районе Джалал-Абадской области Кыргызстана. Входит в состав Кенешского айылного аймака.

## География
Село расположено в юго-восточной части области, к северу от реки Кара-Ункюр, на расстоянии приблизительно 5 километров (по прямой) к востоко-юго-востоку от города Базар-Коргон, административного центра района. Абсолютная высота — 708 метров над уровнем моря.

## Население
Согласно оценочным данным Национального статистического комитета Кыргызской Республики, численность населения села на начало 2023 года составляла 1573 человека.
| год     | 2009 | 2014 | 2015 | 2020 | 2021 | 2023 |
| ------- | ---- | ---- | ---- | ---- | ---- | ---- |
| человек | 1025 | 1099 | 1083 | 1433 | 1469 | 1573 |